# Église Saint-Sébastien de Nancy
L’église Saint-Sébastien est une église construite à Nancy au XVIe siècle.

## Les origines de l’église

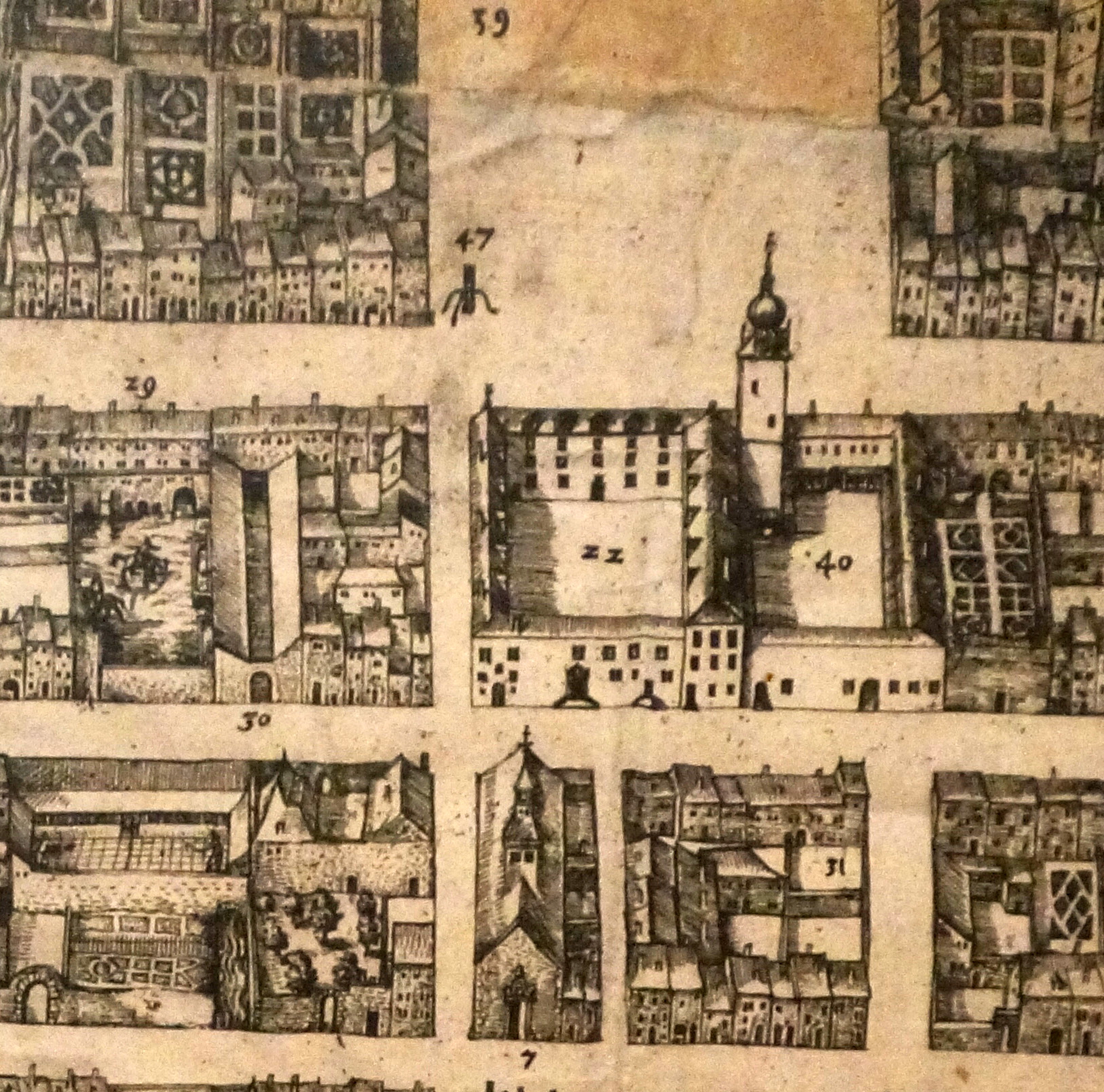
47 fontaine, 40 marché au blé, en 7 l'église Saint-Sébastien (en bas au milieu) ; plan de 1611.

Au moment de la création de la Ville-Neuve à la fin du XVIe siècle par décision du duc Charles III de Lorraine, il fut décidé d'y établir trois paroisses qui auraient pour patrons saint Sébastien, saint Roch et saint Nicolas. Le 21 novembre 1593, la paroisse Saint-Sébastien est érigée dans cette Ville-Neuve de Nancy. À la suite des guerres et faute d'argent, la construction du sanctuaire est retardée. Du projet initial, une unique chapelle est édifiée, consacrée à saint Sébastien.

## L'église primitive
Cette chapelle primitive est construite en trois mois pendant l’année 1603, et dédiée à saint Sébastien invoqué face aux épidémies, notamment la peste qui ravage alors la région. De cette première construction, ne subsiste que le retable du maître-autel, encore visible à l'église des Cordeliers de Nancy. Une première tour est édifiée en 1682, celle de gauche en regardant la façade actuelle. Une ruelle sépare alors les façades arrière de l’église Saint-Sébastien et de l’ancien hôtel de ville de style Renaissance. Après plusieurs transformations, cette église, par manque d’entretien, se détériore et sera finalement en grande partie abattue en 1719. Elle est remplacée sous le règne du duc Léopold au XVIIIe siècle, par l'édifice que nous connaissons actuellement.

## L'église duXVIIIesiècle
Cette église est certainement l'œuvre majeure de l'architecte nancéien Jean-Nicolas Jennesson (1686-1755). L’architecte a trouvé le meilleur parti architectural pour construire une église de grandes dimensions, entourée par les quatre rues, tout en conservant la tour élevée en 1682. Il adopte un plan de masse rectangulaire, mais situe l'entrée à l’est.
Une deuxième tour vient faire le pendant à celle existante. L’abside semi-circulaire déborde légèrement sur la rue. La première pierre est posée le 20 juillet 1720. La couverture d’ardoise couvre l’ensemble de la nef et du chœur en 1725. Après quelques difficultés avec l’architecte, l'église Saint-Sébastien est terminée en 1731.
Elle est bénie le 30 septembre de la même année par le curé Jean Rémi. L’évêque de Toul, Scipion-Jérôme Bégon, la consacrera le 9 août 1732. Stanislas Leszczynski, duc de Lorraine, dans son nouveau projet d’urbanisme de Nancy et pour désenclaver l’église Saint-Sébastien, fait démolir l’ancien hôtel de ville en 1751, permettant ainsi à l'église de dominer la place du marché.

## La façade d'inspiration baroque
L’ordonnancement extérieur reste classique dans ses lignes principales. Toutefois la façade a été particulièrement soignée par l'architecte : plus basse que le reste de l'édifice, elle s'incurve et forme des sortes d'avant-corps qui encadrent l'unique porte d'entrée.
Quatre grands panneaux sculptés en bas-relief par Joseph-Dieudonné Pierre en constituent la décoration : les deux encadrant la porte sont incurvés et représentent le Sauveur et la Vierge.
Les deux situés aux extrémités sont plats et on y voit saint Nicolas et saint Charles. Les panneaux sont séparés par des pilastres et des colonnes doriques. Ces dernières supportent un entablement orné de triglyphes.
Le deuxième niveau est composé d'une grande baie, surmontée d'une horloge du XIXe siècle qui remplace les armoiries de Lorraine sous un manteau royal et soutenues par deux aigles. L’œuvre était de François Chassel, et a été martelée et détruite à la Révolution en 1792. Les deux avant-corps latéraux portent en amortissement des pots-à-feu et deux imposantes statues, saint Sébastien à gauche et le duc Léopold à droite. L’ensemble a été exécuté par Victor Huel père et financé en 1882 par l'abbé Trouillet, curé de la paroisse Saint-Epvre et bienfaiteur de la ville.
En arrière-plan, on aperçoit les deux tours hautes de 45 mètres, coiffées de lanternons, avec leur croix au sommet, ces dernières étant attribuées à Jean Lamour.

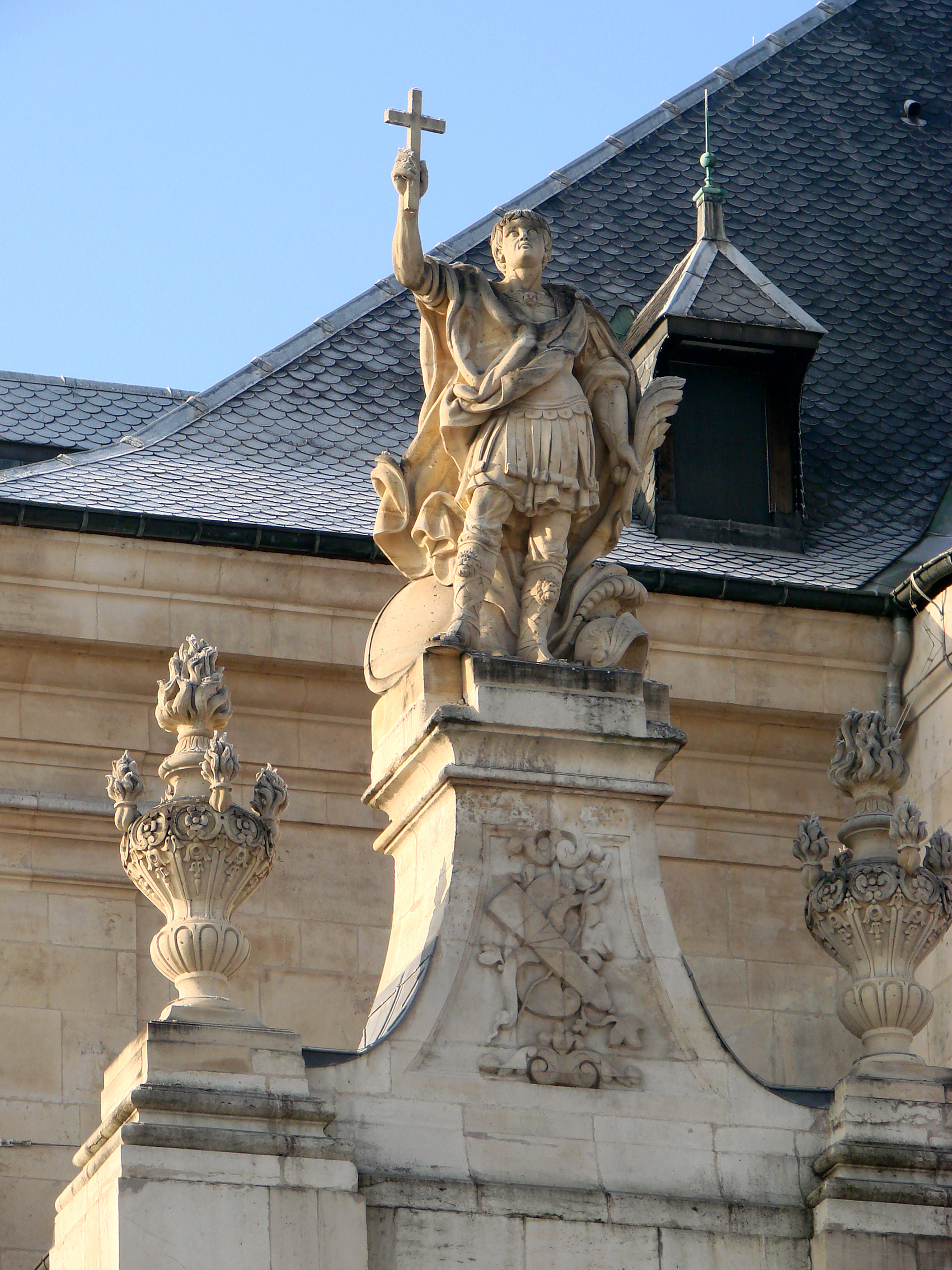
Saint Sébastien.
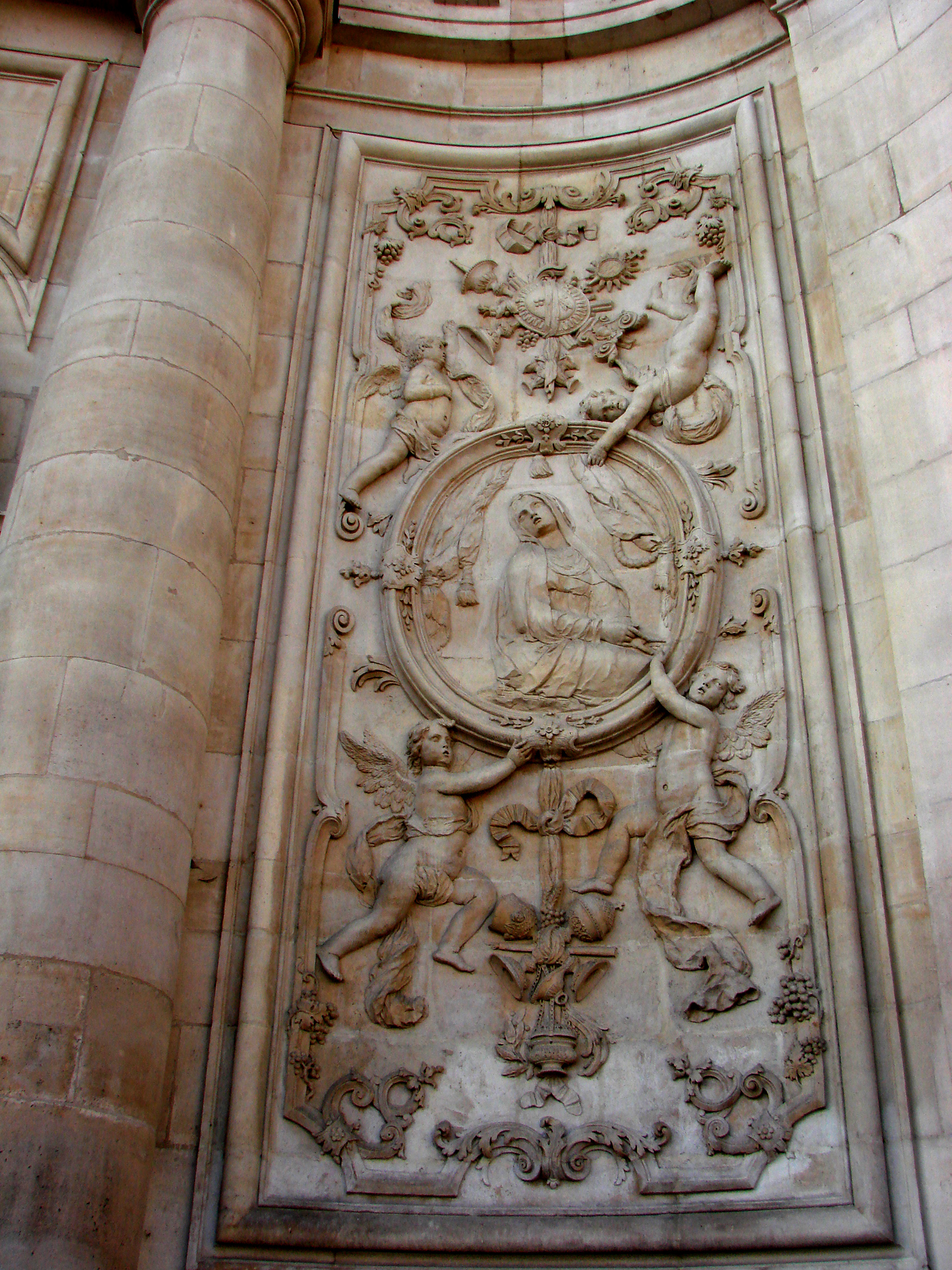
La Vierge.
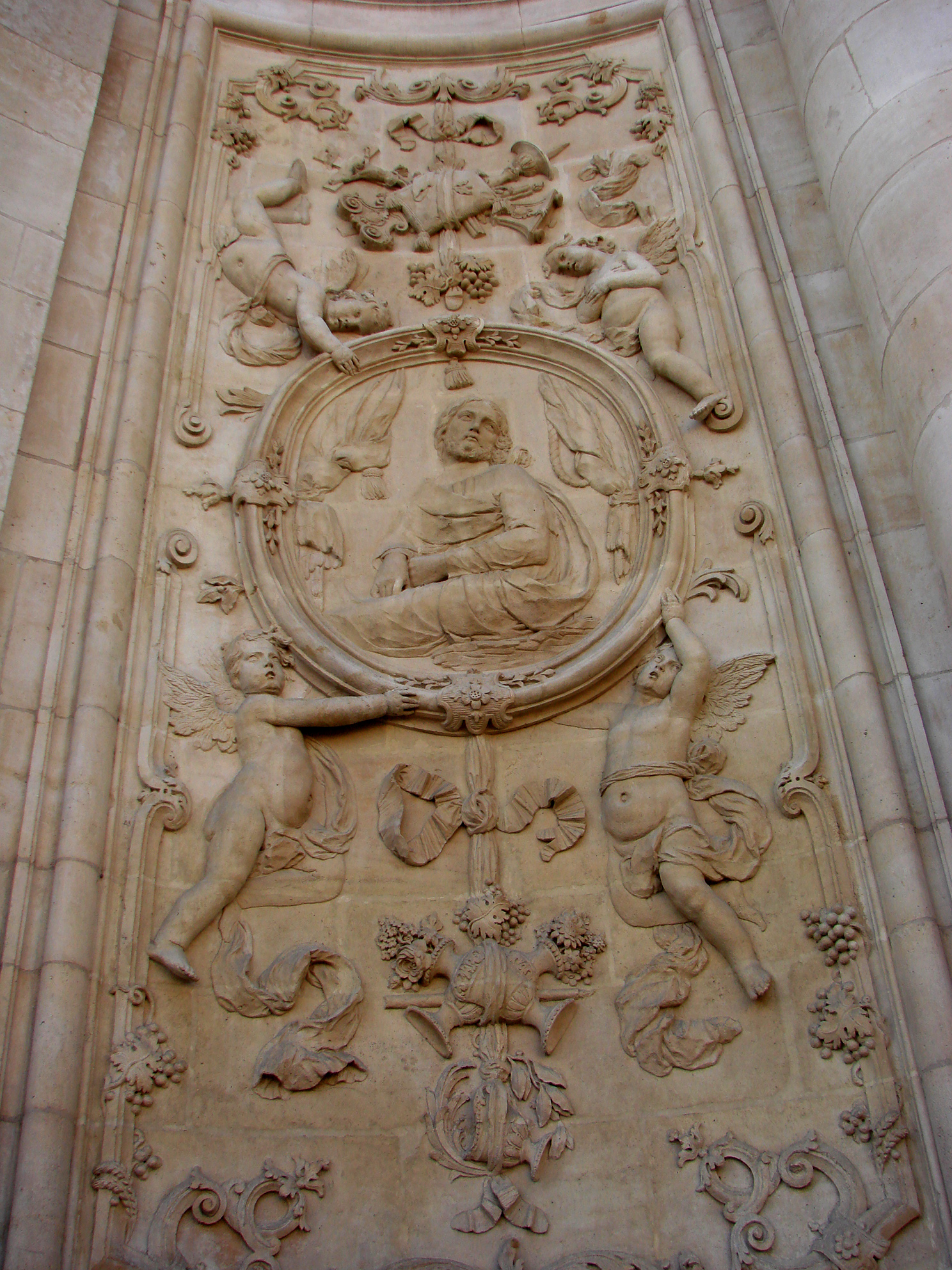
Le Sauveur.
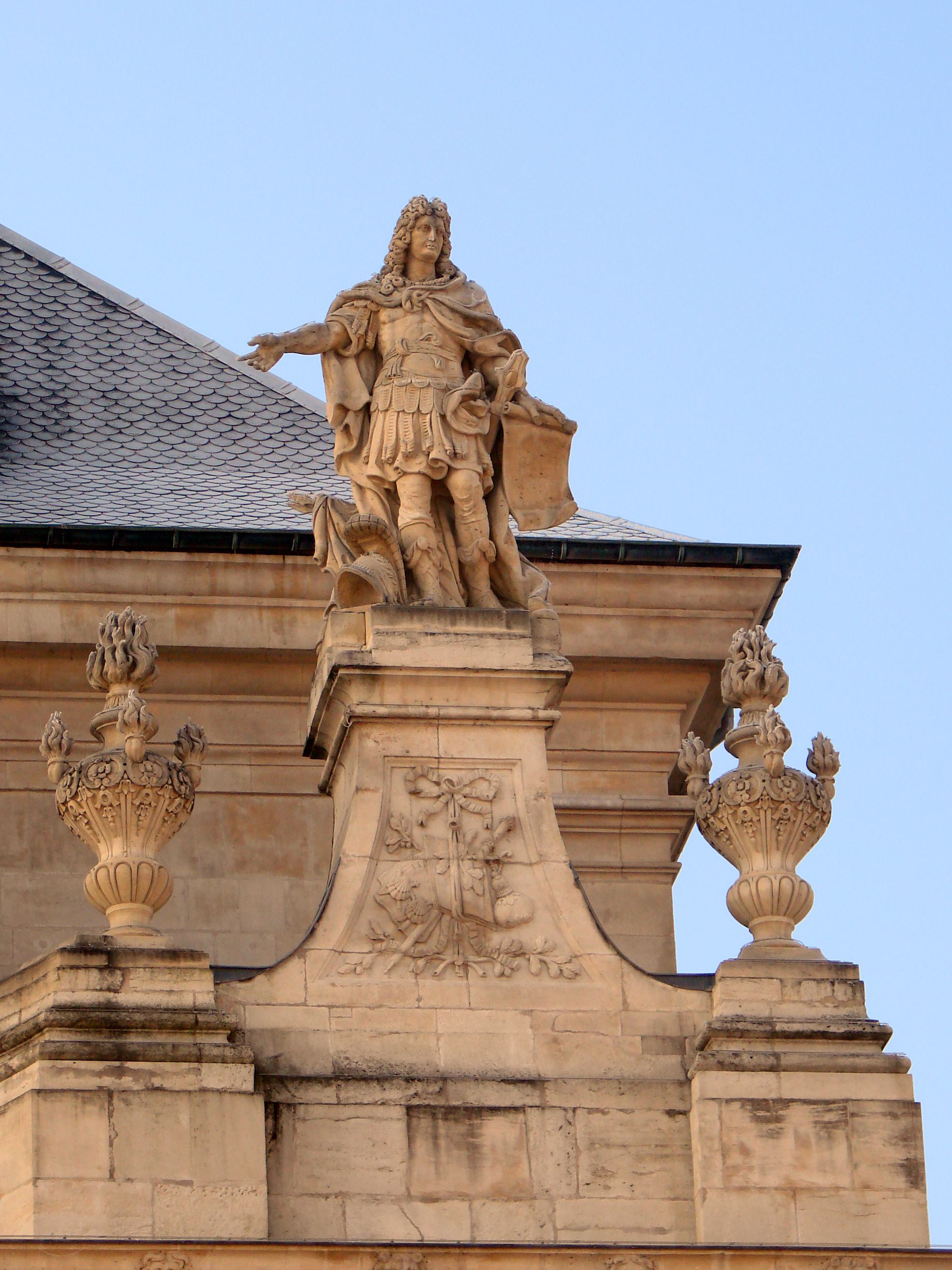
Le duc.

## L’architecture intérieure

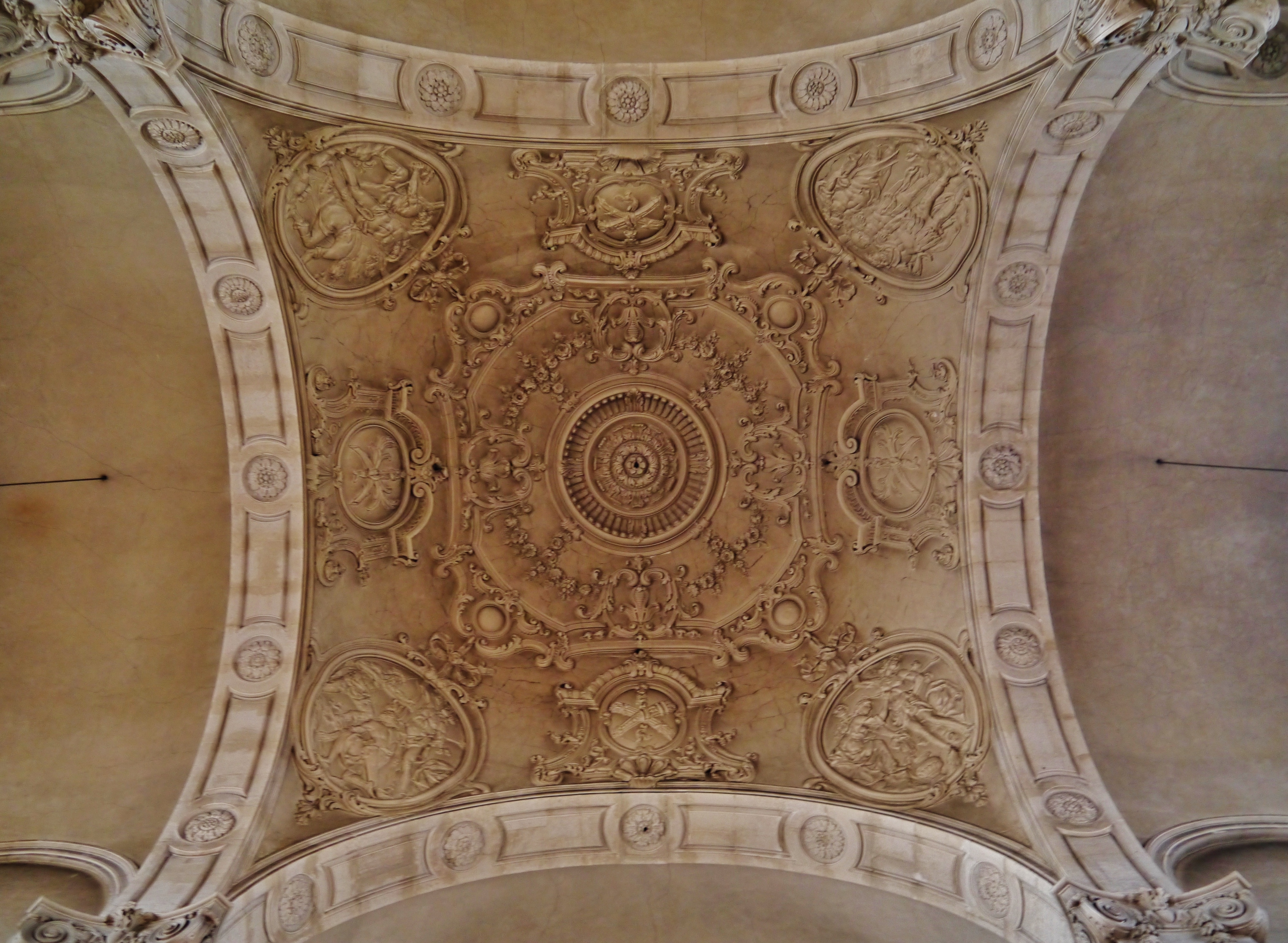
Voûte de l'église Saint-Sébastien.

L’église comprend une nef de quatre travées avec des bas-côtés de même hauteur, dans la tradition des églises-halles, disposition que l’on retrouve en Lorraine à la même époque. Les colonnes galbées à chapiteaux ioniques supportent la voûte. La luminosité est assurée par de grandes fenêtres ouvertes dans les murs sud et nord.
Le chœur a reçu une décoration soignée, la voûte est ornée de quatre scènes du martyre de saint Sébastien. Un crucifix attribué au sculpteur Bagard ferme la perspective du cœur. Dans les bas-côtés on remarque à gauche, le tombeau de Jean Girardet (1709-1778), premier peintre du roi Stanislas Leszczynski, réalisé en 1783 par Johann Joseph Söntgen ; le monument originel a été détruit en 1792. Celui visible actuellement a été refait en 1801 par le sculpteur Joseph Labroise et le peintre Laurent. Cette allégorie représente le Temps qui veut recouvrir Girardet, tandis que la Lorraine désolée tente de s'y opposer.
Dans le bas-côté droit ont été transférées en 1917 les cendres de l'architecte Jean-Nicolas Jennesson. Au-dessus de la porte, un orgue de la maison Dalstein-Haerpfer a été réalisé en 1879. Cet orgue est le plus grand instrument à traction mécanique réalisé par cette firme, et reste indéniablement son chef-d’œuvre. Il est, avec le grand orgue de la cathédrale, l'un des instruments majeurs de la ville de Nancy.

## L’église après la révolution
Comme beaucoup d’édifices religieux, l’église Saint-Sébastien a souffert des troubles révolutionnaires notamment en 1792. L’église désacralisée sert d’asile d’aliéné, en 1794, puis de magasin de paille. Ce n’est qu’après le concordat, en 1801, que l’édifice est rendu au culte. Totalement vide de tout mobilier, l'église devait être remeublée. La ville profita de l'affectation alors toute récente de l'ancienne abbaye Saint-Joseph de Nancy au culte protestant pour transférer une partie du mobilier de cet édifice vers Saint-Sébastien dont il dépendait : le maître-autel en marbre, la cuve et l'abat-son de la chaire à prêcher, et les statues de la Vierge et de saint Joseph (ornant aujourd'hui l'arc triomphal du chœur).
À la fin du XIXe siècle, la destruction de la chapelle des Petites Carmélites, dictée par la construction de la future succursale de la Banque de France à Nancy, entraîne l'arrivée d'un chef d’œuvre de la statuaire lorraine : la statue de saint Joseph à l'Enfant Jésus, en terre-cuite, par Adam. Un imposant autel en bois est alors spécialement construit dans le bas-côté gauche.
De 1904 à 1906, Henri-Jean Houbaut y est vicaire, puis curé de 1926 à 1934, lorsqu'il est nommé évêque de Bayonne.
L'église est classée aux monuments historiques par un arrêté du 6 juillet 1921.

## La sauvegarde de l'église
L’église Saint-Sébastien était au cœur d’un quartier populaire et commerçant qui en plus possédait un marché couvert édifié en 1850. Toutefois par manque de rénovation et d’entretien, ce quartier populaire au sud du centre-ville a fait l’objet dans les années 1970 d’un vaste projet immobilier.
On rasa l’ensemble des habitations constitué en grande partie par des maisons du XVIIe siècle, comme la maison de Jean Lamour, située au 32 rue Notre-Dame, et détruite en 1970, pour laisser place au centre commercial Saint Sébastien. L'orientation architecturale prise en 1970 a néanmoins sauvegardé l'édifice dans un cadre résolument moderne. Lors du creusement du parking du marché et des fondations du centre commercial, on constate des signes de fragilité qui nécessitent de très importants travaux de consolidation. Plus de dix ans de travaux de remise en état, de sécurisation et de nettoyage seront nécessaires pour redonner à l’église son faste d’antan.
Depuis 1998, l’église est confiée à la communauté jésuite par l’évêque de Nancy. Elle fait partie maintenant de la paroisse du centre ville Notre-Dame-de-Bonne-Nouvelle qui comprend cinq lieux de culte, et dont la cathédrale reste l’église principale.

## Les Cloches
Ensemble de 4 cloches dont 3 ont conservé leur mouton en bois, la cloche n° 2 étant pourvue d'un mouton en métal. Les ferrures sont soit plates soit rondes. La cloche n°1 a été tournée. Toutes ont un battant en fer forgé provenant de la fonderie allemande de Maria Laach. Si la première n'a pas de marteau pour le tintement, les 3 autres en sont pourvues et deux marteaux anciens existent encore.
Toutes les volées sont électrifiées et à lancé-franc. Les cloches sonnent les quarts et les heures sans répétition. La volée de 3 cloches (sans la cloche n°1) sonne pour les offices. L'angélus est sonné. Seule la cloche n°1 peut être carillonnée.
| # | Nom     | Note    | Diamètre | Hauteur | Tour | Fondeur                     | Année        |
| - | ------- | ------- | -------- | ------- | ---- | --------------------------- | ------------ |
| 1 | inconnu | inconnu | 1,34 m   | 1,31 m  | Sud  | Thuillie, Nancy             | 1839         |
| 2 | inconnu | inconnu | 1,20 m   | 1,19 m  | Sud  | Thuillie Père & Fils, Nancy | 10 Oct. 1818 |
| 3 | inconnu | inconnu | 1,09 m   | 1,08 m  | Sud  | Thuillie Fils, Nancy        | 1832         |
| 4 | inconnu | inconnu | 1 m      | 0,98 m  | Sud  | Thuillie, Nancy             | 1839         |

## Visite de l’église
Dans un quartier commerçant et grâce à la collaboration de nombreux paroissiens très attachés à leur lieu de culte, l’église Saint-Sébastien est ouverte en semaine et le samedi à tous ceux qui désirent se recueillir, prier, ainsi qu’aux touristes.
Elle possède un grand nombre de meubles classés au Patrimoine comme le maître-autel, deux autels secondaires, plusieurs peintures, le Christ en croix.

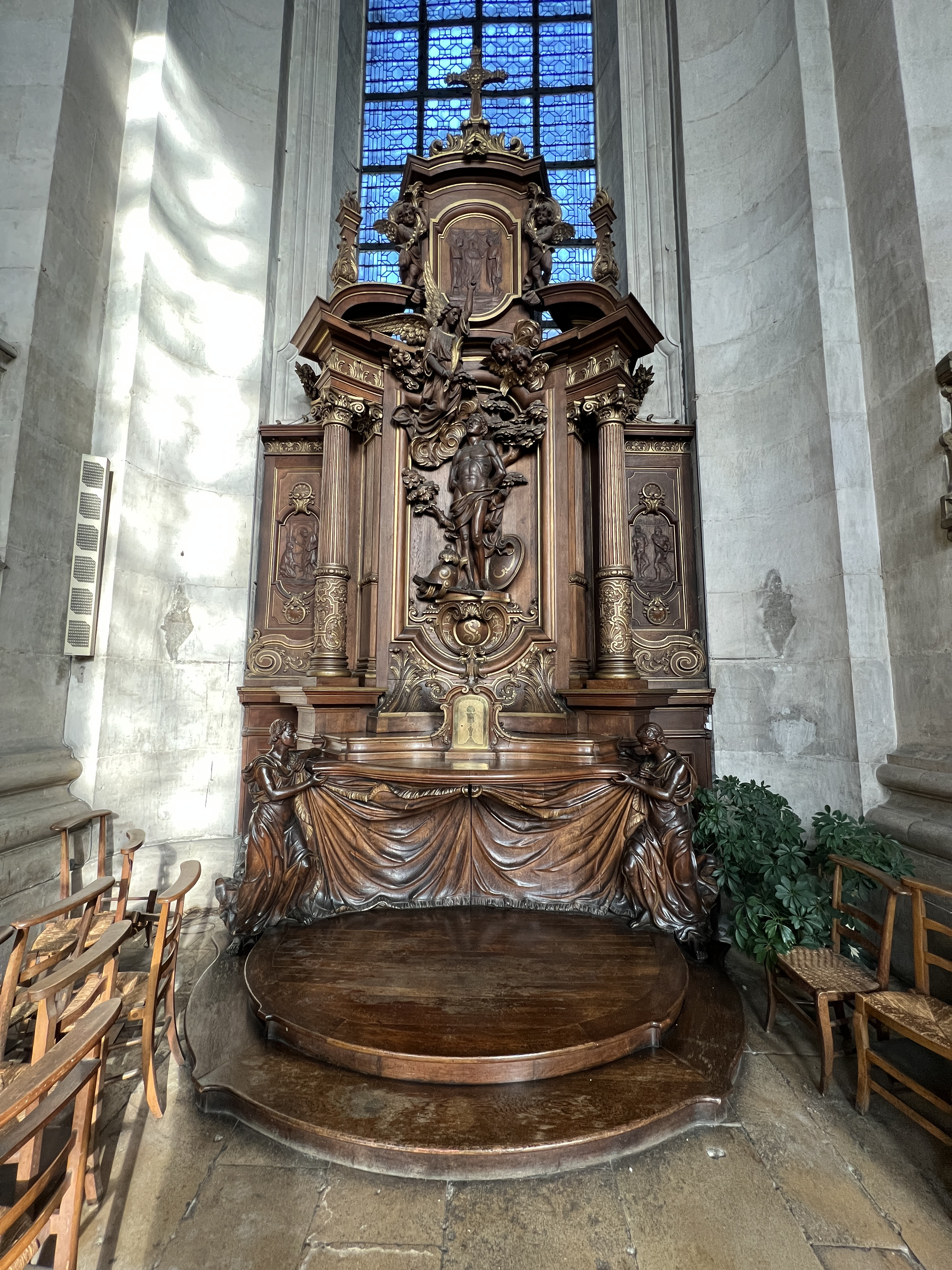
Autel : Joseph assis tenant l'Enfant Jésus[3].
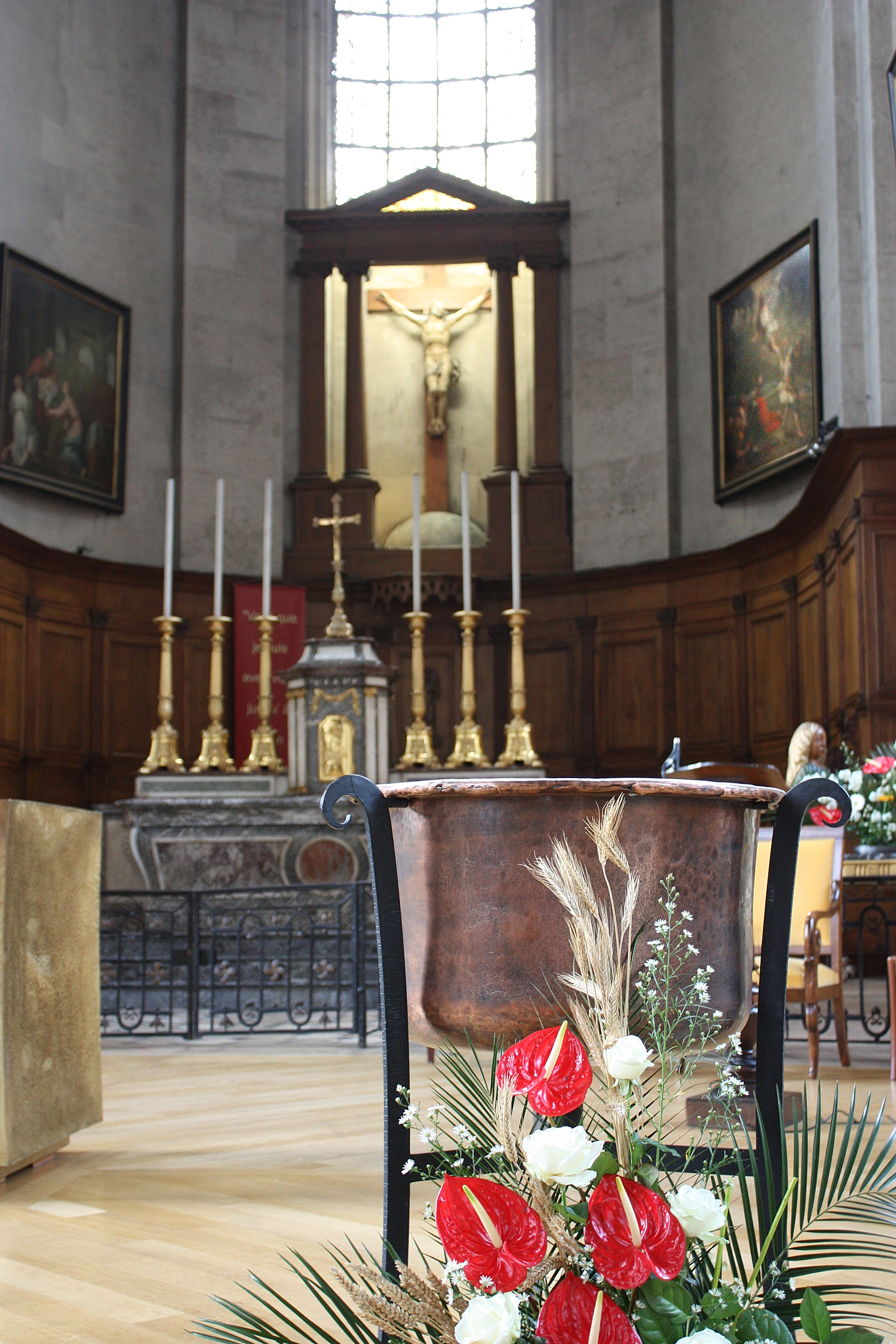
Trois ensembles classés, autel[4], croix[5] et tour en fer forgé[6].
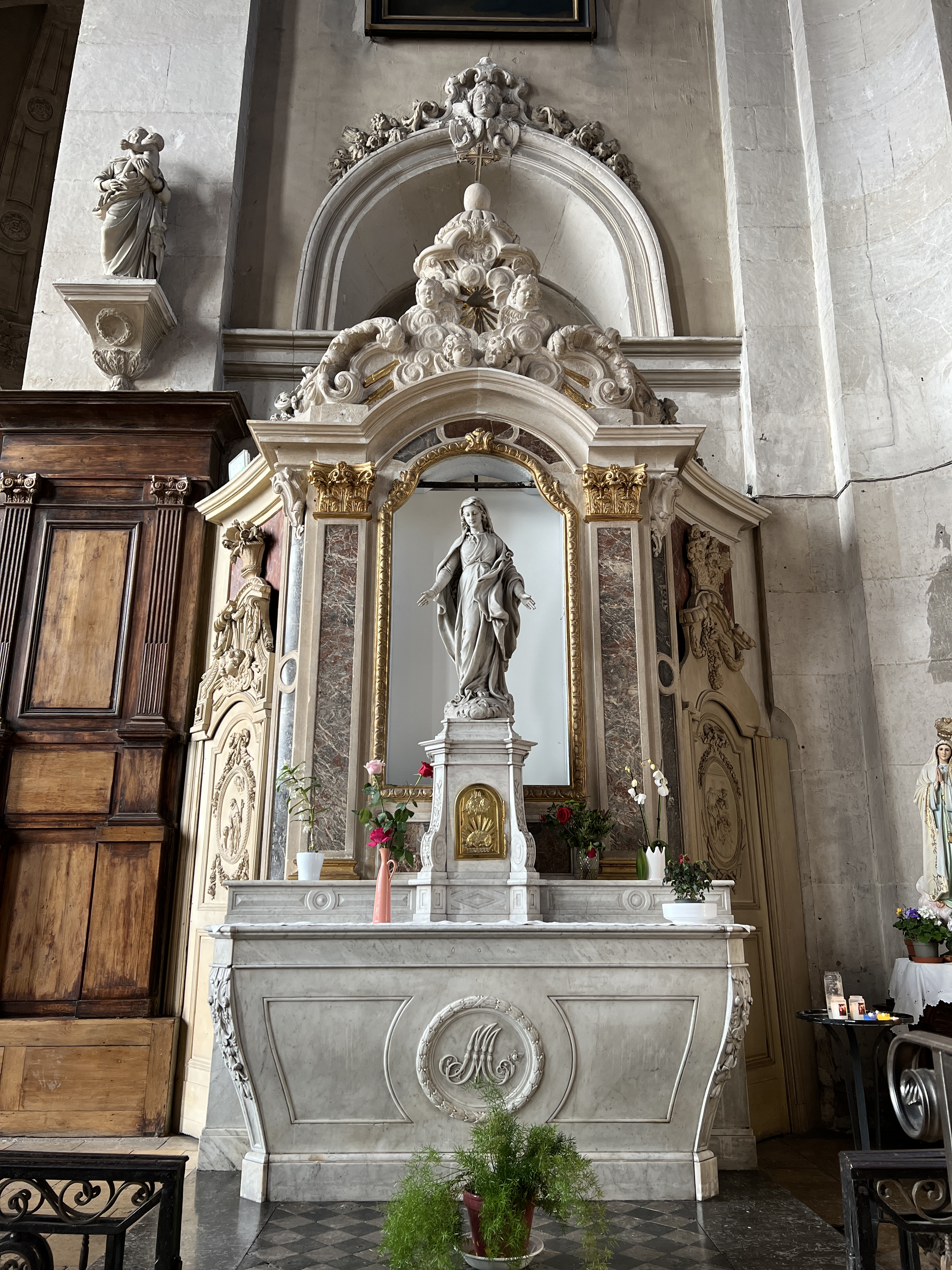
Autel de la Vierge.
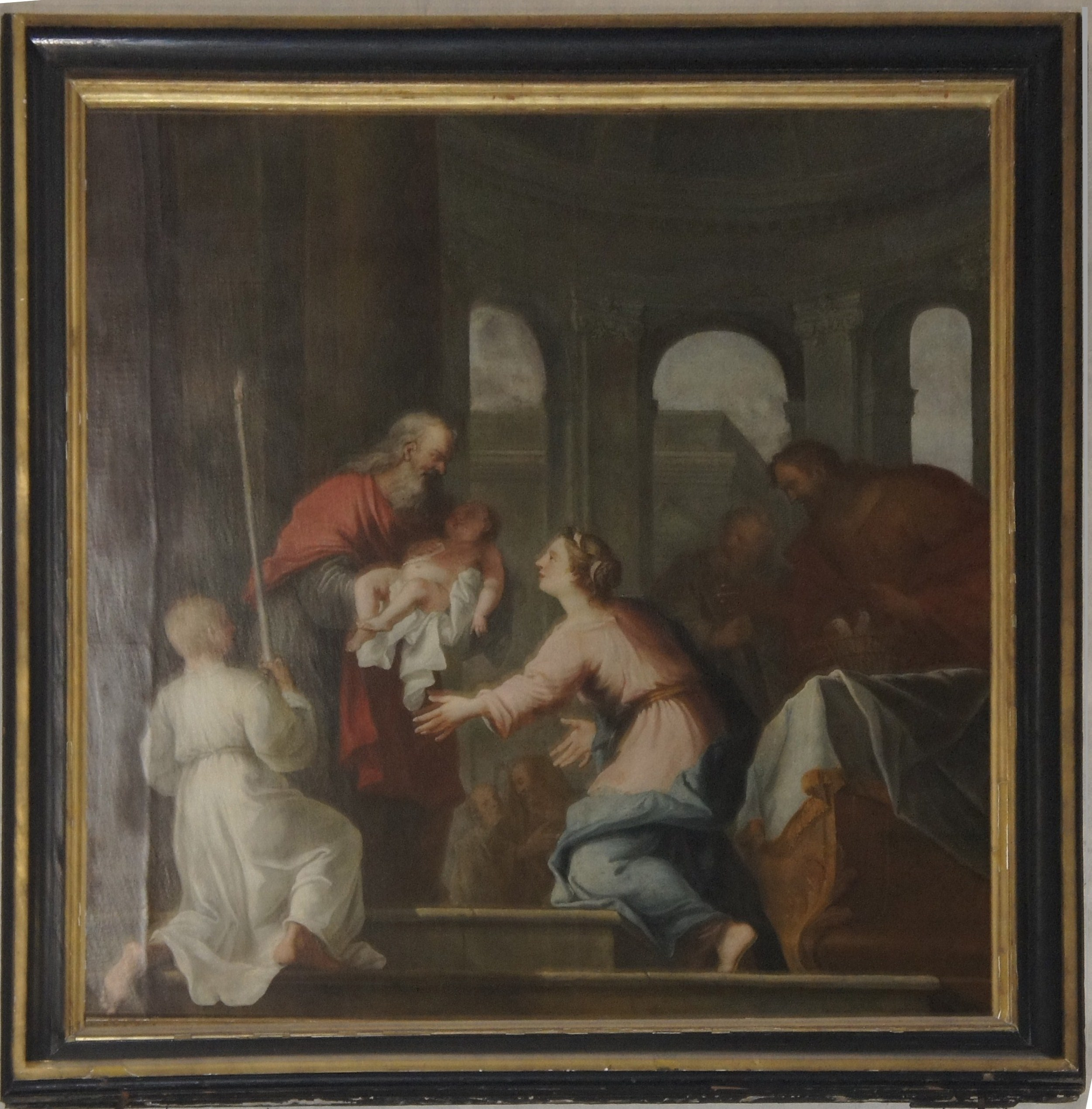
La Présentation au Temple[7].